# Лори, Дин
Дин Ло́ри (англ. Dean Lorey) род. 17 ноября 1967 — американский писатель, сценарист.

## Биография
Дин Лори вырос в городе Коньерс, штат Джорджия, США. Поступил в киношколу при нью-йоркском университете. В 1990 году переехал в Калифорнию и написал сценарий для фильма «My Boyfriend’s Back» («Мой парень воскрес»), с Шоном Каннинхэмом и Адамом Маркусом. После этого Шон попросил его дописать сценарий для фильма «Jason Goes to Hell: The Final Friday» («Последняя пятница. Джейсон отправляется в Ад»), в котором Дин сыграл небольшую эпизодическую роль. С тех пор он стал писать сценарии для фильмов, а также романы. Лори работал режиссёром и продюсером на телевидении.
Дин принимал участие в таких кинопроектах как «My Wife and Kids», «Arrested Development». Наиболее известен благодаря серии детских книг под общим названием «Академия кошмаров».
В данный момент проживает в городе Калабазас, штат Калифорния со своей женой Елизаветой и сыновьями — Крисом и Алексом. Его первая книга опубликована в августе 2007 года. Кинокомпания Universal приобрела права на её экранизацию.

### Циклы произведений
«Академия кошмаров» Nightmare Academy (2007)
Издательство: Эксмо, Домино
Год: 2009
ISBN 978-5-699-35705-5
Страниц:320
Аннотация
Чарли Бенджамину в жизни ужасно не повезло. Еще бы, тебе тринадцать, а ты живешь в доме за высоким забором, не выходишь на улицу и не можешь, как другие подростки, учиться в обычной школе. Мало того, Чарли с детства снятся кошмары. И это бы ничего, но чудовища из ночных снов порой пытаются проникнуть наружу, в реальный мир.
К счастью мальчика, в одну из таких ночей в дом являются охотники за чудовищами. Тогда-то и выясняется, что Чарли обладает опасным и редким даром — сам того не ведая, он способен во сне открывать порталы, соединяющие миры…
«Академия кошмаров. Книга 2. Монстры атакуют» Monster Madness (2008)
М.: Эксмо, СПб.: Домино, 2012 г. (январь)
Тираж: 3000 экз.
ISBN 978-5-699-52091-6
Страниц: 304
Monster War (2009)

## Фильмография
- 1993 — Мой парень воскрес / My Boyfriend’s Back
- 1993 — Последняя пятница. Джейсон отправляется в ад / Jason Goes to Hell: The Final Friday
- 1995 — Майор Пэйн / Major Payne
- 2001-2005 — Моя жена и дети / My Wife and Kids
- 2006-2010 — Долго и счастливо / 'Til Death
- 2012 — Bronx Warrants / Bronx Warrants